# Protomedeia penates
Protomedeia penates is een vlokreeftensoort uit de familie van de Corophiidae. De wetenschappelijke naam van de soort is voor het eerst geldig gepubliceerd in 1966 door J.L. Barnard.